# Местна българска коза
Местна българска коза е българска порода коза с предназначение добив на мляко, месо и кожи.

## Разпространение
Породата е разпространена в стопанства в селища от цялата страна. Създадена е посредством продължителна народна селекция.
Към 2008 г. броят на представителите на породата е бил 42 336 индивида.
Рисков статус – няма риск.

## Описание
Тялото е покрито с гъсти и груби косми с нежен пух израстващ през зимата между тях. Космената покривка е твърде различна по цвят, много често козите са пъстри или напълно едноцветни. Главата е средно голяма с прав профил. Ушите са средно дълги и изправени. Представителите и при двата пола са с рога - формата и големината им е твърде разнообразна. Краката и копитата са здрави.
Вимето е добре развито с конусовидни цицки, но се срещат и други форми и големини.
Козите са с тегло 40 – 45 kg, а пръчовете 70 – 85 kg. Плодовитостта им е 120 – 130%. Средната млечност за лактационен период е 250 – 400 l.